# Torneo Argentino A
O Torneo Argentino A (em português:  "Torneio Argentino A") foi um campeonato entres clubes de futebol da Argentina. Junto com o campeonato da Primera B (Metropolitana), foi uma das duas ligas que formavam a terceira divisão (terceiro nível/terceira categoria) do futebol argentino. A organização do torneio esteve a cargo do Conselho Federal do Futebol Argentino (em castelhano:  Consejo Federal del Fútbol Argentino) (CFFA), órgão interno da Associação do Futebol Argentino (em castelhano:  Asociación del Fútbol Argentino (AFA) que congraga times provenientes das ligas regionais (clubes fora da cidade de Buenos Aires e de sua área metropolitana).

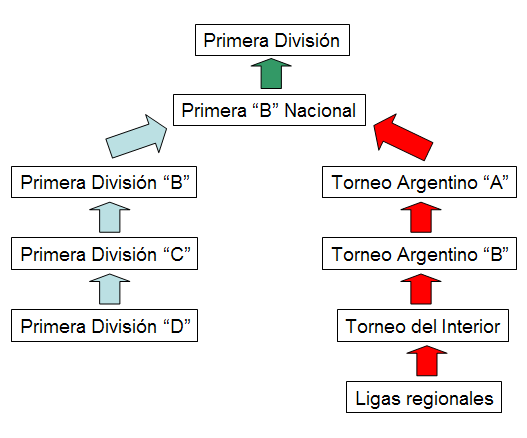
Localização do Torneo Argentino A na primâmide de divisões do futebol argentino entre 2005 e 2014.

No total, foram realizados 19 edições entre o primeiro realizado na temporada de 1995–96 e o último foi vencido pelo Guaraní Antonio Franco no primeiro semestre de 2014. No segundo semestre de 2014, o torneio foi substituído pelo Torneo Federal A.

## História
Com a reestruturação pela qual passou o futebol argentino em meados de 1995, tivemos a criação do torneio Argentino A, como terceira divisão, e do torneio Argentino B, como quarta divisão, para times afiliados indiretamente à Associação do Futebol Argentino (AFA). Todas as ligas do interior são afiliadas ao Conselho Federal do Futebol Argentino (CFFA), que é o organizador do torneio e que, ao mesmo tempo, é a entidade que tem a afiliação da Associação do Futebol Argentino (AFA). O antigo torneio Regional, que entre 1967 e 1985 davam aos times do interior acesso ao torneios nacionais, e posteriormente, aos zonais Sudeste (em castelhano:  Sureste) e Noroeste, os quais davam cada um uma vaga para a segunda divisão. A partir da temporada de 1996–97, o Nacional B (criado em 1985) passou a se chamar Torneo Nacional de Primera B (atualmente como Primera Nacional) e o Torneo Argentino del Interior (depois chamado Torneo Argentino C e já extinto), definido como a quinta divisão ao lado Primera D (para clubes diretamente afiliados à AFA) ou divisão amadora (em castelhano:  Aficionados).
Em suas várias edições mudou seu formato e a quantidade de equipes, devido à mobilidade dos descensos da Primera B Nacional. Se jogavam torneios largos e outros divididos em duas fases: Apertura e Clausura. A primeira equipe campeã foi o Juventud Antoniana (temporada de 1995–96) e a última equipe foi o Ramón Santamarina. As equipes com mais temporadas disputadas são o Cipolletti e o Juventud Unida, ambas com 13 participações. Por outro lado o  Racing (C) é o clube com mais títulos na categoria, três. No segundo semestre de 2014 o campeonato foi substituído pelo Torneo Federal A.
Trinta e duas equipes participaram do primeiro torneio argentino A. Juventud Antoniana e Cipolletti jogaram a primeira final em 30 de junho de 1996, em Salta, o jogo terminou 0–0. O jogo de volta foi disputado no domingo, 7 de julho de 1996, no estádio La Visera, como é conhecido o estádio do Cipolletti. Com gol de Espeche aos 20 minutos do segundo tempo, o Juventud Antoniana venceu por 1–0 e sagrou-se campeão do torneio argentino.

## Campeões
| Temporada | Campeão                                     | Outros acessos                                                     | Ref.                          |
| --------- | ------------------------------------------- | ------------------------------------------------------------------ | ----------------------------- |
| 1995–96   | Juventud Antoniana                          | Aldosivi Chaco For Ever Gimnasia y Esgrima (CdU) Olimpo Cipolletti | [ 1 ] [ 3 ] [ 5 ]             |
| 1996–97   | Almirante Brown (A) San Martín (M)          | (Não houve)                                                        | [ 1 ] [ 5 ] [ 6 ]             |
| 1997–98   | Gimnasia y Esgrima (CdU) Juventud Antoniana | (Não houve)                                                        | [ 1 ] [ 3 ] [ 5 ]             |
| 1998–99   | Racing (C) Independiente Rivadavia          | Villa Mitre                                                        | [ 1 ] [ 5 ] [ 7 ] [ 8 ] [ 9 ] |
| 1999–00   | General Paz Juniors                         | (Não houve)                                                        | [ 1 ] [ 5 ] [ 10 ]            |
| 2000–01   | Huracán (TA)                                | (Não houve)                                                        | [ 1 ] [ 11 ]                  |
| 2001–02   | CAI                                         | (Não houve)                                                        | [ 1 ] [ 5 ] [ 12 ]            |

### Torneios Apertura e Clausura
| Temporada | Campeão do Apertura     | Campeão do Clausura | Acessos                    | Ref.                      |
| --------- | ----------------------- | ------------------- | -------------------------- | ------------------------- |
| 2002–03   | Racing (C)              | Tiro Federal (R)    | Tiro Federal (R)           | [ 1 ] [ 5 ] [ 13 ] [ 14 ] |
| 2003–04   | Racing (C)              | Atlético Tucumán    | Racing (C)                 | [ 1 ] [ 5 ] [ 13 ] [ 15 ] |
| 2004–05   | Ben Hur                 | Aldosivi            | Ben Hur Aldosivi           | [ 1 ] [ 5 ] [ 16 ] [ 17 ] |
| 2005–06   | Villa Mitre             | San Martín (T)      | Villa Mitre San Martín (T) | [ 1 ] [ 5 ] [ 18 ] [ 19 ] |
| 2006–07   | Independiente Rivadavia | Guillermo Brown     | Independiente Rivadavia    | [ 1 ] [ 5 ] [ 9 ]         |

### Torneios únicos
| Temporada | Campeão           | Outros acessos         | Ref.                      |
| --------- | ----------------- | ---------------------- | ------------------------- |
| 2007–08   | Atlético Tucumán  | (Não houve)            | [ 1 ] [ 5 ] [ 15 ] [ 20 ] |
| 2008–09   | Boca Unidos       | (Não houve)            | [ 1 ] [ 5 ] [ 21 ]        |
| 2009–10   | Patronato         | (Não houve)            | [ 1 ] [ 5 ] [ 22 ]        |
| 2010–11   | Guillermo Brown   | Desamparados           | [ 1 ] [ 5 ] [ 23 ] [ 24 ] |
| 2011–12   | Douglas Haig      | Crucero del Norte      | [ 1 ] [ 5 ] [ 25 ] [ 26 ] |
| 2012–13   | Talleres (C)      | Sportivo Belgrano      | [ 1 ] [ 5 ] [ 27 ] [ 28 ] |
| 2013–14   | Ramón Santamarina | Guaraní Antonio Franco | [ 1 ] [ 5 ] [ 29 ] [ 30 ] |

## Títulos por equipe
| Equipe                   | Título(s) | Ano(s) do(s) título(s)    |
| ------------------------ | --------- | ------------------------- |
| Racing (C)               | 3         | 1998–99, 2002–03, 2003–04 |
| Atlético Tucumán         | 2         | 2003–04, 2007–08          |
| Guillermo Brown          | 2         | 2006–07, 2010–11          |
| Juventud Antoniana       | 2         | 1995–96, 1997–98          |
| Independiente Rivadavia  | 2         | 1998–99, 2006–07          |
| Aldosivi                 | 1         | 2004–05                   |
| Almirante Brown (A)      | 1         | 1996–97                   |
| Ben Hur                  | 1         | 2004–05                   |
| Boca Unidos              | 1         | 2008–09                   |
| CAI                      | 1         | 2001–02                   |
| Douglas Haig             | 1         | 2011–12                   |
| General Paz Juniors      | 1         | 1999–00                   |
| Gimnasia y Esgrima (CdU) | 1         | 1997–98                   |
| Huracán (TA)             | 1         | 2000–01                   |
| Patronato                | 1         | 2009–10                   |
| Ramón Santamarina        | 1         | 2013–14                   |
| San Martín (M)           | 1         | 1996–97                   |
| San Martín (T)           | 1         | 2005–06                   |
| Talleres (C)             | 1         | 2012–13                   |
| Tiro Federal (R)         | 1         | 2002–03                   |
| Villa Mitre              | 1         | 2005–06                   |

## Artilheiros

### Artilheiros por torneio
| Edição  | Jogador               | Equipe            | Gols | Ref.   |
| ------- | --------------------- | ----------------- | ---- | ------ |
| 2005–06 | Adrián Aranda         | Douglas Haig      | 21   |        |
| 2006–07 | Gustavo Rivadeneira   | Ramón Santamarina | 14   |        |
| 2007–08 | Claudio Sarría        | Atlético Tucumán  | 21   |        |
| 2008–09 | Cristian Núñez        | Boca Unidos       | 20   | [ 31 ] |
| 2009–10 | Diego Jara            | Patronato         | 26   | [ 32 ] |
| 2010–11 | Gonzalo Klusener      | Unión (MdP)       | 21   | [ 33 ] |
| 2011–12 | Juan Manuel Aróstegui | Sportivo Belgrano | 24   | [ 34 ] |
| 2012–13 | Gonzalo Klusener      | Talleres (C)      | 25   | [ 35 ] |
| 2013–14 | Fernando Zampedri     | Guillermo Brown   | 22   | [ 36 ] |

### Artilheiros por equipe
| Equipe            | Total |
| ----------------- | ----- |
| Atlético Tucumán  | 1     |
| Boca Unidos       | 1     |
| Douglas Haig      | 1     |
| Guillermo Brown   | 1     |
| Patronato         | 1     |
| Ramón Santamarina | 1     |
| Sportivo Belgrano | 1     |
| Talleres (C)      | 1     |
| Unión (MdP)       | 1     |